# Liste der slowakischen Abgeordneten zum EU-Parlament (2004–2009)
Die Liste der slowakischen Abgeordneten zum EU-Parlament (2004–2009) listet alle slowakischen Mitglieder des 6. Europäischen Parlaments nach der Europawahl in Slowakei 2004.

## Mandatsstärke der Parteien
- SPE: 3
- NI: 3
- EVP-ED: 8

| Nationale Partei                                               | Mandate | Fraktion                                                                   |
| -------------------------------------------------------------- | ------- | -------------------------------------------------------------------------- |
| Slovenská demokratická a kresťanská únia (SDKU)                | 3       | Fraktion der Europäischen Volkspartei und europäischer Demokraten (EVP-ED) |
| Kresťanskodemokratické hnutie (KDH)                            | 3       | Fraktion der Europäischen Volkspartei und europäischer Demokraten (EVP-ED) |
| Strana maďarskej koalície- 000Magyar Koalíció Pártja (SMK-MKP) | 2       | Fraktion der Europäischen Volkspartei und europäischer Demokraten (EVP-ED) |
| Smer – sociálna demokracia (Smer)                              | 2       | Sozialdemokratische Fraktion im Europäischen Parlament (SPE)               |
| Strana demokratickej ľavice (SDĽ)                              | 1       | Sozialdemokratische Fraktion im Europäischen Parlament (SPE)               |
| Hnutie za demokratické Slovensko (HZDS)                        | 3       | Fraktionslose Abgeordnete (NI)                                             |
| Gesamt                                                         | 14      |                                                                            |

## Abgeordnete
| Bild | Name               | von           | bis           | Partei  | Fraktion | Anmerkungen |
| ---- | ------------------ | ------------- | ------------- | ------- | -------- | ----------- |
|      | Peter Baco         | 20. Juli 2004 | 13. Juni 2009 | HZDS    | NI       |             |
|      | Edit Bauer         | 20. Juli 2004 | 13. Juni 2009 | SMK-MKP | EVP-ED   |             |
|      | Irena Belohorská   | 20. Juli 2004 | 13. Juni 2009 | HZDS    | NI       |             |
|      | Monika Beňová      | 20. Juli 2004 | 13. Juni 2009 | Smer    | SPE      |             |
|      | Árpád Duka-Zólyomi | 20. Juli 2004 | 13. Juni 2009 | SMK-MKP | EVP-ED   |             |
|      | Milan Gaľa         | 20. Juli 2004 | 13. Juni 2009 | SDKU    | EVP-ED   |             |
|      | Ján Hudacký        | 20. Juli 2004 | 13. Juni 2009 | KDH     | EVP-ED   |             |
|      | Miloš Koterec      | 20. Juli 2004 | 13. Juni 2009 | Smer    | SPE      |             |
|      | Sergej Kozlík      | 20. Juli 2004 | 13. Juni 2009 | HZDS    | NI       |             |
|      | Vladimír Maňka     | 20. Juli 2004 | 13. Juni 2009 | SDĽ     | SPE      |             |
|      | Miroslav Mikolášik | 20. Juli 2004 | 13. Juni 2009 | KDH     | EVP-ED   |             |
|      | Zita Pleštinská    | 20. Juli 2004 | 13. Juni 2009 | SDKU    | EVP-ED   |             |
|      | Peter Šťastný      | 20. Juli 2004 | 13. Juni 2009 | SDKU    | EVP-ED   |             |
|      | Anna Záborská      | 20. Juli 2004 | 13. Juni 2009 | KDH     | EVP-ED   |             |